# Davor Soldo
Davor Soldo (...) è un giocatore di football americano serbo, che gioca nel ruolo di wide receiver per i Novi Sad Wild Dogs.